# Koruste (Elva)
Koruste est une localité de la commune d'Elva, en Estonie.
Au 31 décembre 2011, il compte 110 habitants.